# USS William D. Porter (DD-579)
El USS William D. Porter (DD-579) fue un destructor de la Armada de los Estados Unidos perteneciente a la clase Fletcher, nombrado así en honor al comodoro William D. Porter (1808 – 1864), siendo el apodo del buque Willie Dee. 
Se hizo famoso por su peculiar trayectoria de mala suerte y por lanzar un torpedo al acorazado USS Iowa, que en esos momentos transportaba al presidente de los Estados Unidos Franklin Delano Roosevelt.

## Servicio en el Atlántico
El William D. Porter partió de Orange poco después ser comisionado. Después de paradas en Galveston (Texas) y Algiers (Luisiana), el destructor se dirigió hacia la bahía de Guantánamo, Cuba, el 30 de julio de 1942 partió para sus pruebas de mar, terminándolas el mes siguiente y, haciendo una breve parada en Bermudas, hacia a Charleston, Carolina del Sur, donde llegó el 7 de septiembre. El William D.Porter finalizó sus reparaciones posteriores a las pruebas de mar de en Charleston y siguió curso hacia Norfolk, a final del mes. Durante unas cinco semanas, el buque operó desde la base naval de Norfolk realizando prácticas de combate con el USS Intrepid y otras naves de la flota atlántica.
El 12 de noviembre se le encomendó como primera misión ubicarse en la desembocadura del río Potomac, en Chesapeake, y aguardar instrucciones. 
En ese lugar estaba el USS Iowa, que embarcó al presidente Roosevelt  y al secretario Cordell Hull bajo fuertes medidas de seguridad y discreción. 
El Willie Dee (como era llamado coloquialmente)  era el tercer destructor de escolta de un total de tres, más dos portaaviones ligeros. A primera hora de ese día, zarpó la formación hacia su destino. Su misión era proporcionar cobertura antisubmarina para la escuadra que zarparía hacía Mers el-Kebir, en África, para las reuniones de El Cairo y Teherán.
Las singladuras del destructor en su primera misión empezaron mal desde el principio. Cuando el (teniente comandante) Wilfred Walter ordenó 'Atrás despacio' para sacar al mar su barco, se produjo un estruendo de maderas resquebrajándose. Walter y sus oficiales se abalanzaron a la borda afectada y descubrieron que no era su nave la que se estaba dañando. El ancla del Willie Dee se había enganchado a un buque mercante vecino y le había arrancado barandas, balsas salvavidas, un bote y otros pedazos de metal variados.
El viaje continuó y otros hechos afectaron al Willie Dee: Poco después de que el convoy se concentrara y comenzara su viaje, y mientras cruzaban una zona conocida por el número de barcos hundidos recientemente en el área del mar de los Sargazos, una gran explosión sacudió las aguas y una enorme columna de agua llamó la atención de los vigías. 
Inmediatamente todos los barcos tocaron a zafarrancho de combate e iniciaron maniobras evasivas, hasta que el Willie Dee informó de que el culpable no había sido ningún submarino. Una de sus cargas de profundidad se había soltado y caído al agua, y no tenía el seguro puesto como hubiera debido detonando a la profundidad regulada.
El viaje prosiguió y una borrasca afectó la marcha de la formación americana, entonces una ola súbita de enormes proporciones barrió la cubierta del Willie Dee, llevándose un hombre que no pudo ser rescatado dada las características de la misión. Los comentarios poco halagüeños cundían en los puentes de los buques vecinos.
Pasada la tormenta, el Willie Dee tuvo un fallo en sus máquinas e hizo que la formación tuviera que ralentizar su velocidad para no quedar tan desprotegidos.  El almirante Ernest J. King llamó al capitán Walter a bordo del USS Iowa y lo encaró por sus continuos fallos, dejando de muy mal humor al capitán cuando retornó a su buque.
El 14 de noviembre, con el convoy navegando al este de las Bermudas, el capitán del Iowa ofreció a Roosevelt y sus asistentes una demostración de las defensas antiaéreas del acorazado. 
Roosevelt en su silla de ruedas, ocupó un lugar adecuado en cubierta y el Iowa desencadenó una lluvia de fuego contra una serie de globos meteorológicos lanzados para que sirvieran de blanco; el capitán Walter y sus hombres, a 6000 yardas de distancia, contemplaban el espectáculo ansiosos de una oportunidad por causar una buena impresión que los rehabilitase de tan mala imagen y vieron una oportunidad cuando algunos globos escapados a la atención de los artilleros del USS Iowa fueron arrastrados por el viento hacia el Willie Dee.
El capitán Walter ordenó zafarrancho de combate y sus artilleros abrieron fuego contra los globos. Al mismo tiempo, Walter ordenó al resto de la tripulación llevar a cabo un simulacro de ataque con torpedos.  Al recibir la orden los marineros Lawton Dawson y Tony Fazio comenzaron a simular un lanzamiento de tres torpedos. La única diferencia entre un simulacro y un lanzamiento real consistía en que durante los simulacros, los marineros Dawson y Fazio retiraban antes de hacer fuego los detonadores de las cargas explosivas que expulsaban los torpedos de sus tubos, el torpedo permanecía por ende en su tubo. 
Para llevar a cabo un simulacro realista, los torpedistas necesitaban un blanco para hacer sus cálculos. Lo normal era utilizar para ello cualquier barco cercano. Y el objetivo más cercano en este caso era el enorme USS Iowa de 45 000t.
Cuando Dwason y Fazio estuvieron listos, el oficial de cubierta ordenó «fuego el uno» y los torpedistas «dispararon» el primer torpedo. 
Después de una pausa para simular el tiempo que en un disparo real se hubiera invertido en comprobar el rumbo del torpedo, el oficial ordenó «fuego el dos», y después de otra pausa, ordenó «fuego el tres.» Pero esta vez se produjo un chapoteo y el torpedo verdaderamente salió disparado del tubo hacia las aguas, ante el asombro y el horror de los oficiales del puente. Acababan de lanzar un torpedo contra el Iowa y el presidente Roosevelt.
El puente del Willie Dee se convirtió en un torrente de órdenes y contraórdenes tratando de confirmar lo que todos temían que estaba ocurriendo. Como mucho, el torpedo necesitaría unos dos minutos para alcanzar su blanco, pero un acorazado como el USS Iowa no iba a esquivarlo fácilmente. No había un segundo que perder.
El capitán Walter ordenó que se advirtiera al Iowa de inmediato, pero como había órdenes estrictas de mantener silencio de radio, un marinero tenía que emitir el mensaje con el telégrafo marino transmitiendo en Código Morse. Desafortunadamente, debido a las prisas y la inexperiencia, el joven primero transmitió que había un torpedo en el agua alejándose del Iowa, y después, cada vez más desesperado, lo intentó otra vez y en lugar de recomendar al Iowa que pusiera sus máquinas en «todo atrás» se las arregló para señalar que el Willie Dee se había atascado en marcha atrás a toda máquina, sembrando la inquietud en el USS Iowa.
Sin tiempo para intentarlo otra vez, el capitán decidió romper el silencio de radio y radió:
«¡Torpedo en el agua! ¡Lion, caiga a estribor! ¡Emergencia! ¡A estribor, Lion, caiga a estribor!»
Pero aproximadamente en ese mismo momento los vigías del acorazado divisaron el torpedo «¡Torpedo por la amura de estribor! ¡No es un simulacro! ¡Torpedo por la amura de estribor!»" y el USS Iowa cayó abruptamente a estribor y aceleró a toda máquina mientras su artillería abría fuego contra el torpedo. Walter y su tripulación ya solo podían esperar el desenlace.
En el acorazado sonaban las sirenas de alarma y los tripulantes corrían a sus puestos de combate. Pronto la estela del torpedo fue visible desde el puente, y el gran barco viró a estribor, escorando de forma tan pronunciada que la silla de ruedas del presidente comenzó a deslizarse hacia la borda amenazando con caerse al mar. Sus guardaespaldas tuvieron muchas dificultades para retenerla junto a su magna carga. Uno de ellos llegó a sacar su pistola, apuntar al torpedo que se acercaba y dispararle.[cita requerida]
El USS Iowa logró virar a tiempo y el torpedo explotó en su estela. Más tarde Roosevelt hizo una anotación en su diario sobre el incidente:

«Lunes, demostración de artillería. El Porter nos lanzó un torpedo por error. Lo vi, falló por unos 1000 pies.»

A bordo del Willie Dee todos respiraron con alivio, hasta que vieron que las grandes torretas del Iowa giraban y sus nueve piezas de 16 pulgadas (406 mm) apuntaban al destructor que había abierto fuego contra el presidente. 
El incidente estaba muy lejos de haber terminado. Poco después el USS Iowa radiaba inquiriendo qué había pasado. - «Hemos sido nosotros», fue todo lo que Walter pudo decir. El almirante King no cabía en sí de furia a bordo del acorazado.
Después de conferenciar rápidamente con su tripulación sin encontrar explicación a lo ocurrido, el capitán se vio en la nada envidiable posición de tener que convencer al almirante King y a Cordell Hull de que todo había sido un lamentable malentendido. 
Dadas las circunstancias, sin embargo, sus esfuerzos tuvieron escaso éxito y el destructor fue expulsado del convoy. 
El USS Iowa y el resto de la escolta continuaron su histórico viaje a África del Norte, mientras que el USS William D. Porter se dirigía a la base naval estadounidense en las Bermudas. Toda su tripulación, incluido el capitán Walter fueron arrestados por los marines al llegar a dicha base.
Su tripulación fue sometida a un consejo de guerra y se pudo establecer al final de las investigaciones que por error, al tubo lanzatorpedos no se le había retirado el detonador en el momento del simulacro. Además se estableció que los oficiales y marineros eran inexpertos bisoños en maniobras navales.
Pero fuese como fuese, habían atentado contra el presidente, y alguien tenía que pagar. Por su negligencia inicial y su comportamiento posterior, Dawson, que tenía solo 22 años, fue condenado a 14 años de trabajos forzados; por suerte para él, cuando Roosevelt fue informado de la sentencia otorgó un perdón presidencial al joven y ordenó a la Marina que no infligiese ningún otro castigo a Dawson, dado que todo había sido un error y nadie había sido perjudicado. Desde ese entonces, el USS William D. Porter fue considerado portador de mala suerte.
Así fue como comenzó a ser objeto de toda clase de bromas y burlas: Por lo general, el barco era recibido en todas partes con saludos como «¡Alto el fuego! Nosotros votamos por Willkie!», «¡No disparen, somos del partido republicano!» y otros por el estilo. El Willie Dee era el estigma de la flota y fue destinado hacia donde nadie lo deseaba, a las islas Aleutianas, al Ártico, considerado un severo castigo militar.
Durante su servicio en las duras condiciones árticas de la zona la tripulación trabajó duro para convencer al Alto Mando de que cambiase su estimación del Willie Dee, pero a pesar de que en general se comportaron bien, el barco parecía perseguido por una maldición, y les resultó imposible deshacerse de su embarazoso pasado. 
Y para empeorar las cosas, durante un permiso entre dos periodos de maniobras en las Aleutianas un marinero regresó a bordo borracho y no tuvo mejor idea que disparar la artillería principal, cosa que consiguió hacer con uno de los cañones antes de ser detenido. 
Supuestamente no había apuntado el arma y no tenía idea de adónde estaba disparando, pero el proyectil de 127 mm, impactó en el jardín delantero de la residencia del comandante de la base, durante una fiesta para los oficiales y sus esposas. Tuvo mucha suerte de que lo único que recibiera graves daños fuera la ya agravada reputación de su destructor.

## Campaña del Pacífico Norte
El 29 de diciembre, el de William D. Porter llegó al puerto de Dutch Harbor, en la isla de Unalaska, y se incorporó a la Task Force TF94. Entre el 2 y 4 de enero de 1944, viajó de Dutch Harbor a Adak, en Alaska, donde condujo operaciones de entrenamiento hasta su salida para Hawái en día 7 de enero. El buque entró en Pearl Harbor el 22 de enero y permanería allí hasta el 1 de febrero cuando el destructor volvió a la mar para escoltar al USS Black Hawk a Adak. Las dos naves llegaron su destino nueve días después, y el William D. Porter comenzó cuatro meses relativamente tranquilos con la TF94. Navegó varias veces entre la cadena de las islas Aleutianas, sirviendo sobre todo como escolta antisubmarina.
El comandante Charles M. Keyes relevó al teniente comandante Walter como oficial en jefe del William D. Porter el 30 de mayo de 1944. 
Keyes, decidido a cambiar la imagen fatal del buque a su mando, sometió a la tripulación a un draconiano y riguroso entrenamiento en maniobras navales y de defensa artillera. Tal rigor pronto rendiría sus frutos y parecía que la bitácora del USS William D. Porter se normalizaría.
El 10 de junio, el destructor se dirigió hacia las islas Kuriles junto con otras naves de la TF94 alcanzando su destino en la mañana del día 13 de junio. Comenzaron a atacar con su artillería la isla de Matsuwa, a las 05:13. Después de 20 minutos, el radar del William D. Porter detectó un buque no identificado, a una velocidad elevada de 55 nudos (100 km/h). El personal del radar lo identificó como un patrullero enemigo, cesando en el ataque sobre Matsuwa para tomar como nuevo blanco a la patrullera. Poco después de eso, desapareció de la pantalla de radar, probablemente víctima del fuego de la TF94. El destacamento de fuerzas terminó su misión y se retiró de las Kuriles para reaprovisionarse de combustible en Attu. 
El 24 de junio, el destructor dejó Attu con la TF94 para su segunda misión en las Kuriles. Después de dos días en el mar con niebla constantemente, llegó a Paramushiro el 26. Con una niebla densa y visibilidad por debajo de 200 yardas (180 metros), efectuó fuego y después salió con la TF94 para volver a las Aleutianas. Tras un mes de ejercicios de entrenamiento intervino en sus segundo y tercer viajes a las Kuriles. El 1 de agosto, despejó la bahía de Kuluk para su bombardeo final de las Kuriles. En el segundo día, un bombardero enemigo bimotor atacó el destacamento de fuerzas y recibió una cortina de fuego de algunos de los destructores de la flotilla. Ese demostró ser el único acontecimiento significativo de la misión, porque al día siguiente el bombardeo era cancelado debido a los pobres resultados y a los aviones enemigos de reconocimiento. 
El William D. Porter echó el ancla en la bahía de Masacre en Attu el 4 de agosto. Después de un mes de patrulla antisubmarina, el buque salió hacia las islas Aleutianas para un breve período en San Francisco (California) preparatorio de su reasignación al Pacífico Occidental. Terminó las reparaciones y partió de San Francisco el 27 de septiembre, alcanzando Oahu el 2 de octubre, pasando la quincena siguiente en operaciones de entrenamiento en Pearl Harbor. El 18, reanudó su viaje hacia el oeste, y 12 días más tarde, el buque entró a Puerto Seeadler en las islas Manus. Salió de Manus a principios de noviembre como escolta del USS Alshain (AK-55) vía Hollandia a la isla de Leyte.

## Campaña de las Filipinas
Aunque el William D. Porter llegó al Pacífico Occidental demasiado tarde para participar realmente en la batalla de Leyte, las condiciones de combate persistieron después de su llegada a la bahía de San Pedro (Filipinas). Después de que anclara allí, los aviones japoneses se adentraron para atacar las naves en el puerto. El primer avión fue derribado por las armas de un destructor cuando estaba próximo a alcanzar la distancia de alcance efectivo del William D. Porter. Un segundo intruso apareció, y las armas de 127 mm del destructor junto con las de los transportes se encargaron de derribarlo con una cortina de fuego antiaéreo. 
Durante el resto del año, el William D. Porter escoltó buques entre Leyte, Hollandia, Manus, Bougainville, y Mindoro. El 21 de diciembre, mientras que navegaba de Leyte a Mindoro, se encontró con una fuerza aérea enemiga. Dos aviones se dirigieron hacia ellos y lanzaron varias bombas cerca del convoy. El destructor abrió fuego con su batería principal tan pronto como aparecieron los enemigos pero inútilmente. Sus bombas fallaron sus blancos por un amplio margen, y los dos aviones japoneses no sufrieron daños consiguiendo escapar. Después de eso, cuatro aviones más atacaron. 
El William D. Porter concentró su fuego en los dos más cercanos, uno de los cuales, cayó bajo su fuego antiaéreo. El segundo fue derribado debido a los esfuerzos combinados de otros destructores próximos, y los dos restantes se retiraron. Desde ese momento hasta medianoche, los aviones enemigos sobrevolaron el convoy, pero ninguno llegó a acercarse bastante para atacar. Antes de amanecer a la mañana siguiente, se encontró y destruyó una lancha de desembarco a remolque enemiga pesadamente cargada y abandonada la cual fue destruida. 
Después de terminar su misión de reconocimiento en Mindoro, el William D. Porter volvió a la bahía de San Pedro el 26 de diciembre para comenzar los preparativos de la invasión de Luzón. Para la batalla de Luzón el William D. Porter fue asignado al grupo de apoyo artillero del vicealmirante Jesse B. Oldendorf y al grupo de ayuda de fuego (TG.77.2). 
El destructor salió de la bahía de San Pedro el 2 de enero de 1945 y se unió a su grupo en el golfo de Leyte al día siguiente. El grupo entero pasó al sur por el estrecho de Surigao, por lo tanto cruzando el mar de Mindanao, rodeando el extremo meridional de Negros, y después navegando generalmente al norte a lo largo de las costas occidentales de Negros, Panay, Mindoro, y finalmente, Luzón. Cuando la unidad alcanzó la costa al sudoeste de Luzón, entró dentro del alcance efectivo de los aviones enemigos basados en Luzón. Los aviones kamikaze enemigos comenzaron a atacar al grupo del William D. Porter en la mañana del 5 de enero. El William D. Porter no realizó ninguna acción durante la primera etapa de esos ataques, porque la patrulla aérea del grupo de combate proporcionó una cobertura eficaz. 
Sin embargo, una incursión pasó a través del paraguas protector a las 16:50 y cargó al ataque. El William D. Porter tomó tres de esos aviones como objetivos cerca de las 17:13, pero la oscuridad cada vez mayor imposibilitó la evaluación de los resultados de ese contacto. Durante esa incursión, el crucero USS Louisville (CA-28) y el portaaviones de escolta USS Manila Bay (CVE-61) sufrieron daños graves al estrellarse sobre ellos kamikazes. Antes de amanecer del 6, el destructor se desplazó al golfo de Lingayen con su unidad para comenzar el bombardeo previo a la invasión. A lo largo del día, los aviones enemigos hicieron ataques esporádicos sobre las naves de bombardeo, que al igual que el William D. Porter comenzaron el fuego contra las baterías costeras que protegían contra los acercamientos a las playas de desembarco. 
A las 17:38, su atención se centró sobre un avión solitario, y su batería antiaérea lo derribó. Veinte minutos más adelante, un bimotor Mitsubishi G4M Betty fue derribado también. Luego el William D. Porter volvió a centrarse en su misión primaria, el bombardeo de la costa. Después de los desembarcos del 9 de enero, la misión del destructor cambió al fuego de apoyo a las tropas. 
Del 11 al 18 de enero protegió los desembarcos contra la incursión de fuerzas de superficie enemigas en el golfo de Lingayen, formando parte de la TG.77.2. El 18 entró en el golfo de nuevo para apoyar a las fuerzas en tierra y contribuir a las defensas antiaéreas y antisubmarinas del puerto. 
El 3 de febrero el William D. Porter bombardeó las lanchas a remolque enemigas abandonadas para asegurar que no serían utilizadas contra la fuerza de la invasión o como vehículos de la evacuación. Entonces reasumió su papel antisubmarino y de defensa aérea hasta el 15 de febrero, cuando salió del golfo de Lingayen como escolta de los USS Lindenwald (LSD-6) y USS Epping Forest (LSD-4) a Guam. El duro entrenamiento había salvado al destructor de los ataques aéreos enemigos con gran solvencia.

## Batalla de Okinawa

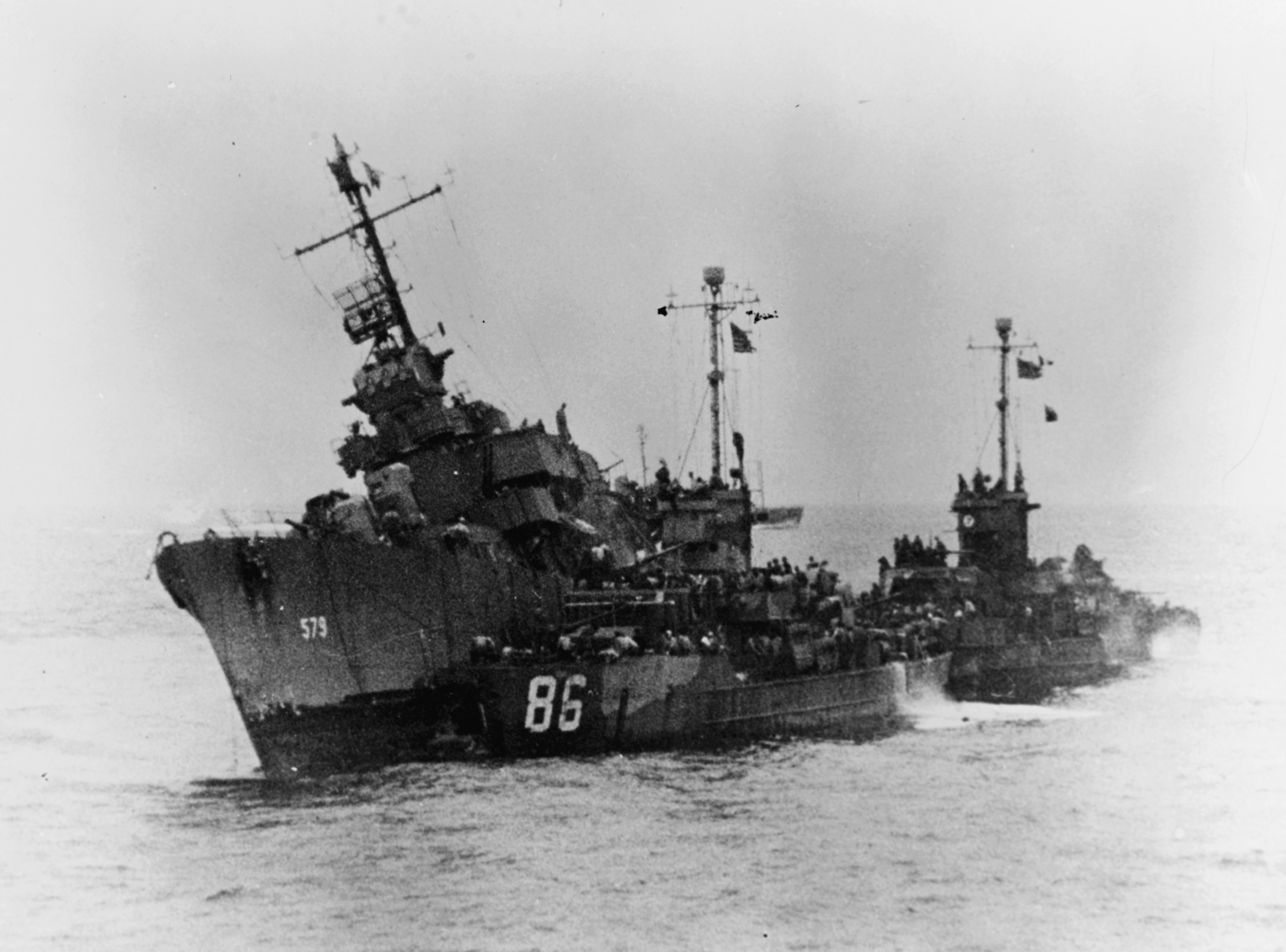
William D. Porter apoyándose sobre los USS LCS L86 y USS LCS L122.

Después de volver brevemente al golfo de Lingayen, el William D. Porter se desplazó a Leyte para prepararse para el asalto a Okinawa. Permaneció en Leyte durante la primera mitad de marzo, momento en el que se unió a la unidad de apoyo de fuego en el grupo occidental de ataque a las islas durante una semana de prácticas de la artillería en la isla de Cabugan. Salió las Filipinas el 21 de marzo, alcanzó las islas Ryukyu en la mañana del 25, y comenzó a apoyar la ocupación de Kerama Retto. 
Entre el 25 marzo y el 1 de abril, proporcionó protección antiaérea y antisubmarina para los buques en la rada de Kerama, mientras que se realizaba algún fuego de apoyo en respuesta a la poca resistencia que tuvieron las tropas en tierra en los islotes de Kerama Retto. Sin embargo, para el momento en que el asalto principal en Okinawa comenzara por la mañana del 1 de abril, lo habían reasignado a la TF54 del almirante Morton L. Deyo. Durante su asociación con esa Task Force (destacamento de fuerzas o grupo de tareas), el William D. Porter sirvió como apoyo de artillería para las tropas que conquistaban Okinawa, y como defensa antisubmarina y antiaérea para los buques de guerra más grandes de la TF54, y protegiendo a los dragaminas durante sus operaciones. Entre el 1 de abril y 5 de mayo, disparó 8500 proyectiles de 127 milímetros contra blancos en la costa y contra aviones enemigos durante los ataques aéreos casi incesantes contra la fuerza de invasión. Durante ese periodo, agregó cinco derribos adicionales a su cuenta.
Los constantes ataques lanzados desde Kyushu y Taiwán hicieron que los Estados Unidos establecieran un cordón de buques radar alrededor de Okinawa, recibiendo el William D. Porter nuevas órdenes y siendo enviado a Okinawa para tomar parte en una de las misiones más peligrosas encargadas a los destructores de la Armada estadounidense, la de defensa antikamikazes. 
Los destructores encargados de esa misión patrullaban solos en alta mar, lejos de la flota principal, para detectar con su radar las oleadas japonesas lo antes posible y dar tiempo a los cazas para interceptarlos antes de que alcanzasen a los transportes de tropas y los portaaviones. Pero no antes de que los alcanzasen a ellos. Muchos de estos destructores fueron atacados, y un solo kamikaze llevaba suficientes explosivos para hundir fácilmente un destructor.
El 10 de junio de 1945, el Willie Dee detectó una formación de aviones japoneses que resultaron ser kamikazes. Un Aichi D3A Val se abalanzó por el costado de estribor contra el destructor que levantó una instantánea y densa barrera antiaérea producto de las draconianos entrenamientos a que había sido sometida a la tripulación. 
El avión atacante fue tocado; pero no destruido en el aire y mientras caía la tripulación vitoreaba, pero en vez de explotar en superficie, el kamikaze cayó tangencialmente y se sumergió en su diagonal a casi a 10 m del buque estadounidense y siguió bajo el agua en dirección hacia el destructor por debajo de la quilla, explotando justo debajo de él, levantando al navío de la superficie y desfondando al buque. 
Esto causó el hundimiento del mal afamado destructor, resultando curiosamente sin bajas durante esas agotadoras campañas. La única baja fue la del marinero que se perdió en la tormenta en su primera misión.
El nombre del buque fue borrado del registro naval de los Estados Unidos el 11 de julio de 1945.
El William D. Porter recibió cuatro estrellas de combate por sus servicios en la Segunda Guerra Mundial.